# Dolores O'Riordan
Dolores Mary Eileen O'Riordan, irska glasbenica, * 6. september 1971, Ballybricken, Limeric, Irska, † 15. januar 2018, London, Združeno kraljestvo.
Znana je predvsem kot in pevka rock skupine The Cranberries, s katero je v 1990. letih dosegla svetovno slavo in bila ena najvidnejših glasbenic angleško govorečega sveta. Prepoznavna je bila po svojem jodlajočem glasu in močnem irskem naglasu.
Skupini se je pridružila po avdiciji leta 1990, še kot najstnica, in jo vodila 13 let, do razhoda leta 2003 ter kasneje po obuditvi leta 2009. Zasloveli so po paru ameriških turnej leta 1993, kjer so nastopali kot predskupina The The in Suede in zasenčili obe, na račun česar je televizijska postaja MTV pričela redno vrteti njihov videospot za skladbo »Linger«. Leta 1994 se je poročila z menedžerjem turneje Donom Burtonom in imela z njim tri otroke. V času premora skupine je posnela dva samostojna albuma, ki pa sta bila manj uspešna.
Slava in zahteve poklica glasbenice so zaostrile njene psihične težave, nihala je med obdobji skrajne mržnje do sebe, kar je vodilo do anoreksije, in maničnega počutja, ki je se včasih izrazilo z agresivnostjo. Po psihičnem zlomu in poskusu samomora leta 2013 so ji diagnosticirali bipolarno motnjo. V tem obdobju se je ločila od Burtona. Kasneje je razkrila, da jo je zgodnji v mladosti štiri leta spolno zlorabljal nekdo, ki je bil blizu njeni družini. Odraščala je sicer v pobožnem katoliškem okolju.
Umrla je nepričakovano, pri starosti 46 let v Londonu, kamor je odšla posnet material za svoj stranski projekt D.A.R.K. z Andyjem Rourkom, nekdanjim basistom skupine The Smiths. Preiskava je razkrila, da je zaradi opitosti po nesreči utonila v kopalni kadi.